# غاوس (وحدة)
غاوس Gauss وحدة قياس في المغناطيسية الكهربائية، وهي وحدة شدة الفيض أو الحث المغناطيسي في نظام وحدات سنتيمتر غرام ثانية ويساوي 1 ماكسويل على السنتيمتر المربع.
سميت هذه الوحدة على اسم العالم كارل فريدرش غاوس إكراما له على إنجازاته في علم المغناطيسية.
توجد وحدة كبيرة للمغناطيسية الكهربائية وتستعمل كثيرا في التكنولوجيا، وهي تسلا (وحدة). التسلا هي الوحدة طبقا للنظام الدولي للوحدات (نظام وحدات متر كيلوجرام ثانية) . ووحدة التسلا = 10.000 غاوس، حيث غاوس في نظام وحدات سنتيمتر غرام ثانية .

## اقرأ أيضا
- أورستد
- تسلا (وحدة)